# Dierlia
Dierlia es un género de polillas tortrícidas, categorizado en la tribu Grapholitini, de la subfamilia Olethreutinae. Fue descrito por Alexey Nikolaievich Diakonoff en 1976.

## Especies
- Dierlia aurata Diakonoff, 1976
- Dierlia poeciloptera Diakonoff, 1976